# Пенвил (Индијана)
Пенвил (енгл. Pennville) град је у америчкој савезној држави Индијана.

## Демографија
По попису из 2010. године број становника је 701, што је 5 (-0,7%) становника мање него 2000. године.
| Група             | 2000.       | 2010.       |
| Белци             | 695 (98,4%) | 671 (95,7%) |
| Афроамериканци    | 0 (0,0%)    | 0 (0,0%)    |
| Азијати           | 0 (0,0%)    | 3 (0,4%)    |
| Хиспаноамериканци | 9 (1,3%)    | 25 (3,6%)   |
| Укупно            | 706         | 701         |